# Landkreis Calw
Der Landkreis Calw ist eine Gebietskörperschaft mit 161.251 Einwohnern (31. Dezember 2024) im Regierungsbezirk Karlsruhe in Baden-Württemberg. Er gehört zum Regionalverband Nordschwarzwald. Verwaltungssitz des Landkreises ist die Große Kreisstadt Calw.

## Geographie

### Lage
Landschaftlich gehört das Gebiet des Landkreises Calw überwiegend zum Nordschwarzwald, lediglich im Osten und Süden zählen einige Orte zum Gäu bzw. Schwarzwaldvorland. Bedeutende Flüsse im Kreisgebiet sind Enz und Nagold, die mit ihrem Verlauf ein dreiseitiges Plateau bilden, welches im Zentrum des Kreisgebiets liegt und als Enz-Nagold-Platte bezeichnet wird.
Die Quellen von Nagold und Enz liegen nahe beieinander, am Südwestrand des Kreisgebiets. Der Verlauf der Enz zwischen Enzklösterle und Pforzheim markiert den nordwestlichen Rand der Enz-Nagold-Platte. Westlich davon erstreckt sich bis zum Schwarzwaldkamm der höchstgelegene Teil des Kreisgebiets, das im Nordwesten über den Kamm hinüber zum Oberlauf der Alb reicht, wo die Stadt Bad Herrenalb liegt.
Der Verlauf der Nagold bildet die südliche und östliche Kante der Enz-Nagold-Platte, denn sie verläuft vom Schwarzwaldkamm zunächst nach Osten, wendet sich dann in der Stadt Nagold am südöstlichen Kreisrand nach Norden, fließt durch Calw und mündet schließlich in Pforzheim, knapp nördlich des Kreisgebiets, in die Enz. Die Gebiete östlich und auch einige südlich der Nagold gehören zum Hecken- und Schlehengäu.

### Nachbarkreise
Der Landkreis Calw grenzt im Uhrzeigersinn im Nordwesten beginnend an die Landkreise Karlsruhe und Enzkreis, an den Stadtkreis Pforzheim sowie an die Landkreise Böblingen, Tübingen, Freudenstadt und Rastatt.

### Flächenaufteilung
Nach Daten des Statistischen Landesamtes, Stand 2021.

### Naturschutzgebiete
Der Landkreis Calw besitzt folgende 26 Naturschutzgebiete. Nach der Schutzgebietsstatistik der Landesanstalt für Umwelt, Messungen und Naturschutz Baden-Württemberg (LUBW) stehen 2.230,29 Hektar der Kreisfläche unter Naturschutz, das sind 2,80 Prozent.
1. Albtal und Seitentäler: 620,6 ha (davon 50,7 ha im Landkreis Calw); Stadt Bad Herrenalb und Gemeinde Dobel
2. Egenhäuser Kapf mit Bömbachtal: 150,3 ha; Stadt Altensteig und Gemeinde Egenhausen
3. Eyach- und Rotenbachtal: 223,6 ha (davon 124,9 ha im Landkreis Calw); Stadt Bad Wildbad und Gemeinden Dobel, Höfen an der Enz
4. Falchenwiesen: 10,4 ha; Gemeinde Neuweiler
5. Gebersack: 16,5 ha; Stadt Wildberg
6. Gültlinger und Holzbronner Heiden: 328,8 ha; Städte Wildberg und Calw
7. Hacksberg und Steckental: 61,9 ha; Gemeinde Ostelsheim
8. Haiterbacher Heckengäu: 137,3 ha; Gemeinde Haiterbach
9. Heiligkreuz und Schloßberg: 66,3 ha; Stadt Nagold
10. Hesel-, Brand- und Kohlmisse: 195,1 ha; Gemeinden Neuweiler und Oberreichenbach
11. Hörnle und Geißberg: 67,9 ha; Gemeinde Simmozheim
12. Hülbe bei Sulz: 5,4 ha; Stadt Wildberg
13. Kaltenbronn: 394,6 ha (davon 122,4 ha im Landkreis Calw); Stadt Bad Wildbad
14. Köllbachtal mit Seitentälern: 99,9 ha; Stadt Altensteig, Gemeinden Neuweiler und Simmersfeld
15. Mindersbacher Tal: 51,6 ha; Stadt Nagold und Gemeinde Ebhausen
16. Monbach, Maisgraben und St. Leonhardquelle: 42,0 ha (davon 21,0 ha im Landkreis Calw); Stadt Bad Liebenzell
17. Oberer Gründel: 29,5 ha; Gemeinden Egenhausen und Haiterbach
18. Schmalzmisse: 47,9 ha; Stadt Altensteig und Gemeinde Simmersfeld
19. Simmozheimer Wald: 46,3 ha; Gemeinde Simmozheim
20. Staufen: 73,0 ha; Gemeinde Rohrdorf
21. Teufels Hirnschale: 13,7 ha; Stadt Nagold
22. Waldach- und Haiterbachtal: 72,2 ha; Stadt Nagold und Gemeinde Haiterbach
23. Waldmoor-Torfstich: 9,2 ha; Gemeinde Oberreichenbach
24. Würm-Heckengäu: 299,8 ha; Stadt Calw, Gemeinden Althengstett und Gechingen
25. Zavelsteiner Krokuswiesen: 52,5 ha;Städte Bad Teinach-Zavelstein und Calw
26. Ziegelberg: 55,8 ha; Stadt Nagold

## Geschichte
Der Landkreis Calw geht zurück auf die Grafen von Calw, die ihren Stammsitz in Sindelfingen hatten und gegen 1050 die Burg Calw gründeten, die zur Keimzelle der heutigen Kreisstadt wurde. Nach deren Aussterben im 13. Jahrhundert wurde das Gebiet des heutigen Kreises in Besitztümer der Welfen, der Grafen von Württemberg und der Grafen von Tübingen zersplittert. Erst infolge des Reichsdeputationshauptschlusses wurde es in württembergischer Hand wiedervereinigt.

### 19. und 20. Jahrhundert

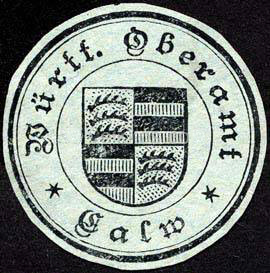
Briefsiegel des württembergischen Oberamts Calw

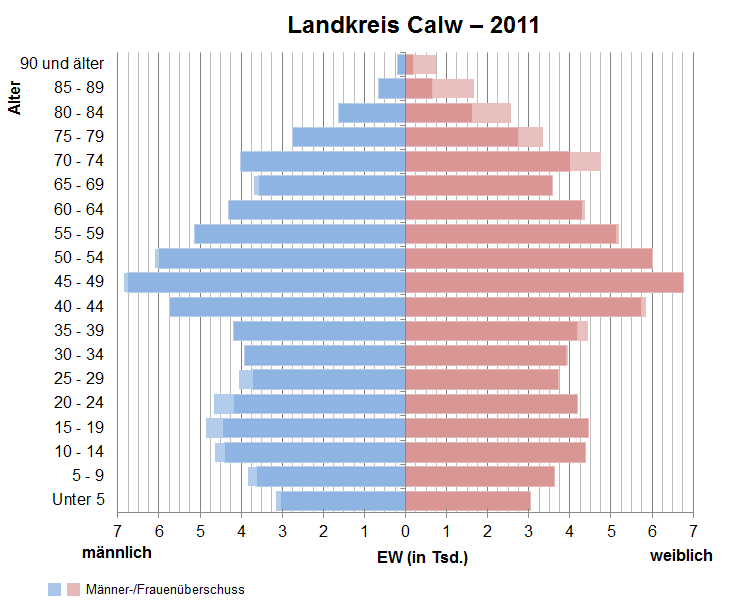
Bevölkerungspyramide für den
Kreis Calw (Datenquelle: Zensus 2011.)

Die Württemberger bildeten zu Beginn des 19. Jahrhunderts die Oberämter Altensteig, Calw, Liebenzell, Nagold, Neuenbürg, Wildbad und Wildberg, das Amt Zavelstein sowie die Klosterämter Herrenalb und Hirsau. Doch schon ein Jahr nach der Erhebung Württembergs zum Königreich wurden 1807 einige Ämter aufgehoben. Hirsau, Liebenzell und Zavelstein wurden mit Calw, Wildbad mit Neuenbürg und Wildberg mit Nagold vereinigt. Im Jahre 1808 wurde auch Herrenalb mit Neuenbürg vereinigt. Im Jahre 1810 gehörten die noch verbliebenen Ämter Calw, Nagold und Neuenbürg zur Landvogtei Schwarzwald und ab 1818 zum Schwarzwaldkreis. Die Grenzen der drei Oberämter veränderten sich im Laufe der Geschichte mehrmals. Im Jahre 1924 wurde der Schwarzwaldkreis aufgelöst und 1934 wurden die drei Oberämter in Landkreise umbenannt. Im Jahre 1938 wurden die Kreise Neuenbürg und Nagold bis auf sechs Gemeinden mit dem Landkreis Calw zusammengelegt. Nach dem Zweiten Weltkrieg kam der Landkreis Calw zum neuen Bundesland Württemberg-Hohenzollern und nach der Länderneugliederung 1952 im Südwesten zu Baden-Württemberg. Danach gehörte er zum Regierungsbezirk Südwürttemberg-Hohenzollern.
Bei der Kreisreform wurde das Gebiet des Landkreises Calw am 1. Januar 1973 nochmals verändert: Zwölf Gemeinden gingen an den neu gebildeten Enzkreis über, die Gemeinde Deckenpfronn kam zum Landkreis Böblingen, Loffenau wechselte in den Landkreis Rastatt, hingegen konnte er die Gemeinde Fünfbronn des Landkreises Freudenstadt und die Gemeinde Hochdorf des aufgelösten Landkreises Horb hinzugewinnen.
Bereits am 1. September 1971 wurde die Gemeinde Dachtel an den Landkreis Böblingen abgetreten. Die Gemeinden Gündringen, Schietingen und Vollmaringen wurden am 1. Dezember 1971 aus dem Landkreis Horb übernommen und am selben Tag in die Stadt Nagold eingegliedert.
Am 30. März 1972 wechselte die Gemeinde Niebelsbach in den Landkreis Pforzheim. Zur Überwindung der Teilung des Ortes Moosbronn wurde am 1. April 1972 dessen württembergischer Anteil von der Gemeinde Bernbach in die Stadt Gaggenau (Landkreis Rastatt) umgegliedert.
Am 1. Oktober 1974 kam schließlich noch die Gemeinde Garrweiler aus dem Landkreis Freudenstadt hinzu. Sie wurde in die Stadt Altensteig eingemeindet.
Nach Abschluss der Gemeindereform umfasst der Landkreis Calw noch 25 Gemeinden, darunter zehn Städte und hiervon wiederum zwei Große Kreisstädte (Calw und Nagold). Größte Stadt ist Calw, kleinste Gemeinde ist Enzklösterle. Der Kreisgeschichtsverein Calw e. V. widmet sich der Heimat- und Lokalgeschichte im Altkreis Calw, also in den Gebieten, die vor der Kreisgebietsreform zum Kreis Calw gehörten.

### Einwohnerentwicklung
Die Einwohnerzahlen sind Volkszählungsergebnisse (¹) oder amtliche Fortschreibungen des Statistischen Landesamts Baden-Württemberg (nur Hauptwohnsitze).
| Datum          | Einwohner |
| -------------- | --------- |
| 31. Dez. 1973  | 126.225   |
| 31. Dez. 1975  | 125.764   |
| 31. Dez. 1980  | 132.481   |
| 31. Dez. 1985  | 134.962   |
| 25. Mai 1987 ¹ | 133.321   |
| 31. Dez. 1990  | 148.066   |

| Datum         | Einwohner |
| ------------- | --------- |
| 31. Dez. 1995 | 157.177   |
| 31. Dez. 2000 | 158.959   |
| 31. Dez. 2005 | 161.069   |
| 31. Dez. 2010 | 157.271   |
| 31. Dez. 2015 | 155.359   |
| 31. Dez. 2020 | 160.149   |
| 31. Dez. 2021 | 160.686   |

### Konfessionsstatistik
Der Anteil der Protestanten und Katholiken an der Gesamtbevölkerung sinkt jährlich um einen Prozentpunkt. Gemäß dem Zensus 2022 waren am 25. Mai 2022 40,4 % der Einwohner evangelisch, 28,1 % katholisch, und 42,3 % waren konfessionslos, gehörten einer anderen Glaubensgemeinschaft an oder machten keine Angabe.

## Politik
Der Landkreis wird vom Kreistag und vom Landrat verwaltet.

### Kreistag
Der Kreistag wird von den Wahlberechtigten im Landkreis auf fünf Jahre gewählt. Die Kommunalwahl am 9. Juni 2024 führte zu dem in den Diagrammen dargestellten Ergebnis.
| Kreistagswahl Calw 2024Wahlbeteiligung: 59,9 % 403020100 34,3 %22,5 %15,4 %13,1 %9,9 %4,3 %0,5 %n. k. % CDUFWVAfDSPDGrüneFDPÖDPLinkeGewinne und Verlusteim Vergleich zu 2019 %p 8 6 4 2 0 −2 −4+3,0 %p−2,9 %p+7,2 %p−0,7 %p−3,9 %p−2,1 %p+0,5 %p−1,0 %pCDUFWVAfDSPDGrüneFDPÖDPLinke | Sitzverteilung im Kreistag Calw seit 2024Insgesamt 55 Sitze - SPD: 7 - Grüne: 7 - FWV: 12 - FDP: 2 - CDU: 19 - AfD: 8 |

Kreistags-Wahlergebnisse seit 1999
| Parteien und Wählergemeinschaften | Parteien und Wählergemeinschaften        | % 2024 | Sitze 2024 | % 2019 | Sitze 2019 | % 2014 | Sitze 2014 | % 2004 | Sitze 2009 | % 2004 | Sitze 2004 | % 1999 | Sitze 1999 | % 1994 | Sitze 1994 | % 1989 | Sitze 1989 |
| CDU                               | Christlich Demokratische Union           | 34,3   | 19         | 31,4   | 15         | 35,0   | 16         | 32,2   | 17         | 37,5   | 21         | 36,3   | 18         | 31,0   | 17         | 35,4   | 16         |
| FWV                               | Freie Wählervereinigung im Kreistag Calw | 22,5   | 12         | 25,0   | 12         | 32,1   | 15         | 33,1   | 18         | —      | —          | —      | —          | —      | —          | —      | —          |
| AfD                               | Alternative für Deutschland              | 15,4   | 8          | 8,2    | 4          | —      | —          | —      | —          | —      | —          | —      | —          | —      | —          | —      | —          |
| SPD                               | Sozialdemokratische Partei Deutschlands  | 13,1   | 7          | 13,9   | 7          | 16,7   | 8          | 15,0   | 8          | 15,7   | 8          | 19,6   | 10         | 19,9   | 11         | 20,2   | 9          |
| GRÜNE                             | Bündnis 90/Die Grünen                    | 9,9    | 7          | 14,2   | 7          | 9,4    | 5          | 9,1    | 4          | 7,2    | 4          | 4,6    | 2          | 8,5    | 4          | 7,7    | 3          |
| FDP                               | Freie Demokratische Partei               | 4,3    | 2          | 6,2    | 3          | 6,8    | 3          | 10,6   | 5          | 9,9    | 5          | 6,9    | 3          | 4,6    | 2          | 4,8    | 2          |
| ÖDP                               | Ökologisch-Demokratische Partei          | 0,5    | 0          | —      | —          | —      | —          | —      | —          | —      | —          | —      | —          | —      | —          | —      | —          |
| DIE LINKE                         | DIE LINKE                                | —      | —          | 1,0    | —          | —      | —          | —      | —          | —      | —          | —      | —          | —      | —          | —      | —          |
| WG *                              | Wählervereinigungen                      | —      | —          | —      | —          | —      | —          | —      | —          | 29,7   | 17         | 32,6   | 17         | 30,9   | 16         | 31,9   | 15         |
| Gesamt                            | Gesamt                                   | 100    | 55         | 100    | 48         | 100    | 47         | 100    | 53         | 100    | 55         | 100    | 50         | 100    | 52         | 100    | 45         |
| Wahlbeteiligung in Prozent        | Wahlbeteiligung in Prozent               | 59,9   | 59,9       | 57,1   | 57,1       | 48,42  | 48,42      | 51,5   | 51,5       | 53,1   | 53,1       | 54,6   | 54,6       | 67,5   | 67,5       | 62,5   | 62,5       |

* WG: Wählervereinigungen, da sich die Ergebnisse von 1989 bis 2004 nicht auf einzelne Wählergruppen aufschlüsseln lassen.

### Landrat
Der Landrat wird vom Kreistag für eine Amtszeit von acht Jahren gewählt. Er ist gesetzlicher Vertreter und Repräsentant des Landkreises sowie Vorsitzender des Kreistags und seiner Ausschüsse, hat aber in den Gremien kein Stimmrecht. Er leitet das Landratsamt und ist Beamter des Kreises.
Zu seinem Aufgabengebiet zählen die Vorbereitung der Kreistagssitzungen sowie seiner Ausschüsse. Er beruft Sitzungen ein, leitet diese und vollzieht die dort gefassten Beschlüsse. Sein Stellvertreter ist der Erste Landesbeamte.
Die Oberamtmänner zwischen 1808 und 1936 sind im Artikel Oberamt Calw dargestellt.
Die Landräte des Landkreises Calw ab 1936:
- 1936–1945: Karl Hägele
- 1945–1949: Emil Wagner
- 1949–1955: Friedrich Geißler
- 1955–1963: Fritz Wanner
- 1963–1980: Günter Pfeiffer
- 1980–1996: Herbert Zerr
- 1996–2010: Hans-Werner Köblitz (FWG)
- seit 2010: Helmut Riegger (CDU)

### Abgeordnete
Seit 2013 ist Saskia Esken (SPD) Bundestagsabgeordnete für den aus den Landkreisen Calw und Freudenstadt bestehenden Bundestagswahlkreis Calw, seit 2021 ebenso Klaus Mack (CDU). Seit 2001 vertreten Thomas Blenke (CDU) und seit 2021 Miguel Klauß (AfD) den Landtagswahlkreis Calw im Landtag von Baden-Württemberg. Für den Bezirk Nordbaden sitzt seit 2004 Daniel Caspary (CDU) im Europaparlament.

### Wappen und Flagge
Das Wappen des Landkreises Calw zeigt in Gold auf blauem Dreiberg, aus dem eine silberne Quelle sprudelt, einen stehenden, blau gekrönten und blau bezungten roten Löwen. Das Wappen wurde am 11. Juli 1961 und nach der Kreisreform am 12. Oktober 1973 erneut verliehen.
Der Löwe auf dem Dreiberg war das Wappentier der Grafen von Calw, die das heutige Kreisgebiet lange Zeit beherrschten. Das Wappen gleicht dem der Stadt Calw, doch ist im Kreiswappen noch die Quelle enthalten, welche die vielen Kurorte im Landkreis widerspiegeln soll.
Die Flaggenfarben des Landkreises Calw sind Rot-Gelb.

### Partnerschaften
Der Landkreis Calw pflegte von 1991 bis zu deren Auflösung 2008 eine Partnerschaft zum Landkreis Freiberg in Sachsen, ab 2008 mit dem Landkreis Mittelsachsen, in dem der frühere Landkreis Freiberg aufging. Zudem besteht seit dem 3. Dezember 2009 ein Partnerschaftsabkommen mit dem polnischen Landkreis Gliwice.
Mehrere Kirchengemeinden im Landkreis Calw unterhalten bis in die heutige Zeit kirchliche Partnerschaften zu evangelischen Kirchengemeinden in Thüringen.
Die evangelische Kirchengemeinde Aichelberg unterhält gemeinsam mit der evangelischen Kirchengemeinde Stammheim (CW) und Zwerenberg eine Partnerschaft zur evangelischen Kirchengemeinde in Triptis (Thüringen, SOK – Saale-Orla-Kreis).
Seit 2012 besteht eine informelle Partnerschaft zwischen dem Regionalbezirk Chania auf der griechischen Insel Kreta  und dem Landkreis Calw.

## Wirtschaft und Infrastruktur
Im Zukunftsatlas 2016 belegte der Landkreis Calw Platz 124 von 402 Landkreisen, Kommunalverbänden und kreisfreien Städten in Deutschland und zählt damit zu den Regionen mit „Zukunftschancen“. Während der Landkreis Calw in der Ausgabe von 2019 auf Platz 176 von 401 lag, erreichte er im Jahr 2022 Platz 182 von 400. Mit dieser Platzierung werden dem Landkreis Calw ausgeglichene Chancen und Risiken prognostiziert.
Für den Landkreis Calw ist die Handwerkskammer in Karlsruhe zuständig.

### Verkehr

#### Schienenverkehr
Die Württembergische Staatsbahn eröffnete 1872 eine Strecke zwischen Weil der Stadt und Calw: Die württembergische Schwarzwaldbahn von Stuttgart. Zwei Jahre später fuhr die Nagoldtalbahn von Pforzheim über Calw bis Nagold und unterquerte nachfolgend im Hochdorfer Tunnel die Höhe nach Horb. Von der Station Nagold erschloss ab 1891 das Altensteigerle, eine Schmalspurbahn, das Tal bis Altensteig.
Die Enztalbahn, die erste Bahn im Kreis, war schon 1868 im Enztal von Pforzheim nach Bad Wildbad gebaut worden. Diese hat die Albtal-Verkehrs-Gesellschaft 2003 im Stadtbereich von Bad Wildbad bis zum Kurpark verlängert.
Der Kurort Bad Herrenalb erhielt 1898 durch die Westdeutsche Eisenbahn-Gesellschaft eine Verbindung mit Karlsruhe durch das Albtal. Diese Albtalbahn war bis 1960 meterspurig, aber bereits ab 1911 elektrifiziert. Sie ist der Kern des heutigen Netzes der Stadtbahn Karlsruhe, das in mehrere Landkreise führt.
Zwei Zweigstrecken wurden aufgelassen:
- 1962: Bahnstrecke Nagold–Altensteig (15 km, Spurweite 1000 mm)
- 1983: Württembergische Schwarzwaldbahn Weil der Stadt–Calw (23 km)

Eine Reaktivierung des Abschnitts Weil der Stadt–Calw ist jedoch derzeit in Bau. Ende 2024 bzw. Anfang 2025 sollen wieder Züge auf der Hermann-Hesse-Bahn von Calw über Weil der Stadt nach Renningen rollen. Formal wurde der Betrieb eingestellt, die Strecke jedoch nie stillgelegt.

#### Straßenverkehr
Das Kreisgebiet wird von keiner Bundesautobahn berührt. Die A 8 Stuttgart–Karlsruhe und die A 81 Stuttgart–Singen (Hohentwiel) führen aber nur wenige Kilometer nördlich bzw. östlich am Kreis vorbei. Der Landkreis wird daher nur durch Bundes-, Landes- und Kreisstraßen erschlossen. Bundesstraßen, die das Kreisgebiet durchqueren oder dort beginnen, sind:
- Bundesstraße 294, die das Enztal von Bretten her kommend über Freudenstadt nach Freiburg durchquert
- Bundesstraße 295, die aus Stuttgart kommt und in Calw endet
- Bundesstraße 296, die von Tübingen über Herrenberg und Calw nach Calmbach führt
- Bundesstraße 463, die von Pforzheim kommend das ganze Kreisgebiet entlang des Flusses Nagold in Richtung Süden erschließt

Ehemals führte zusätzlich die Bundesstraße 28, von Ulm nach Kehl durch den Landkreis Calw (Herrenberg-Nagold-Altensteig-Freudenstadt). Seit 2019 führt sie nicht mehr durch den Kreis Calw, sondern auf einem direkteren Weg (ehemals B 28a) von Tübingen über Rottenburg nach Freudenstadt.

#### Öffentlicher Nahverkehr
In allen Verkehrsmitteln des öffentlichen Nahverkehrs gelten die Tarife der Verkehrsgesellschaft Bäderkreis Calw VGC.

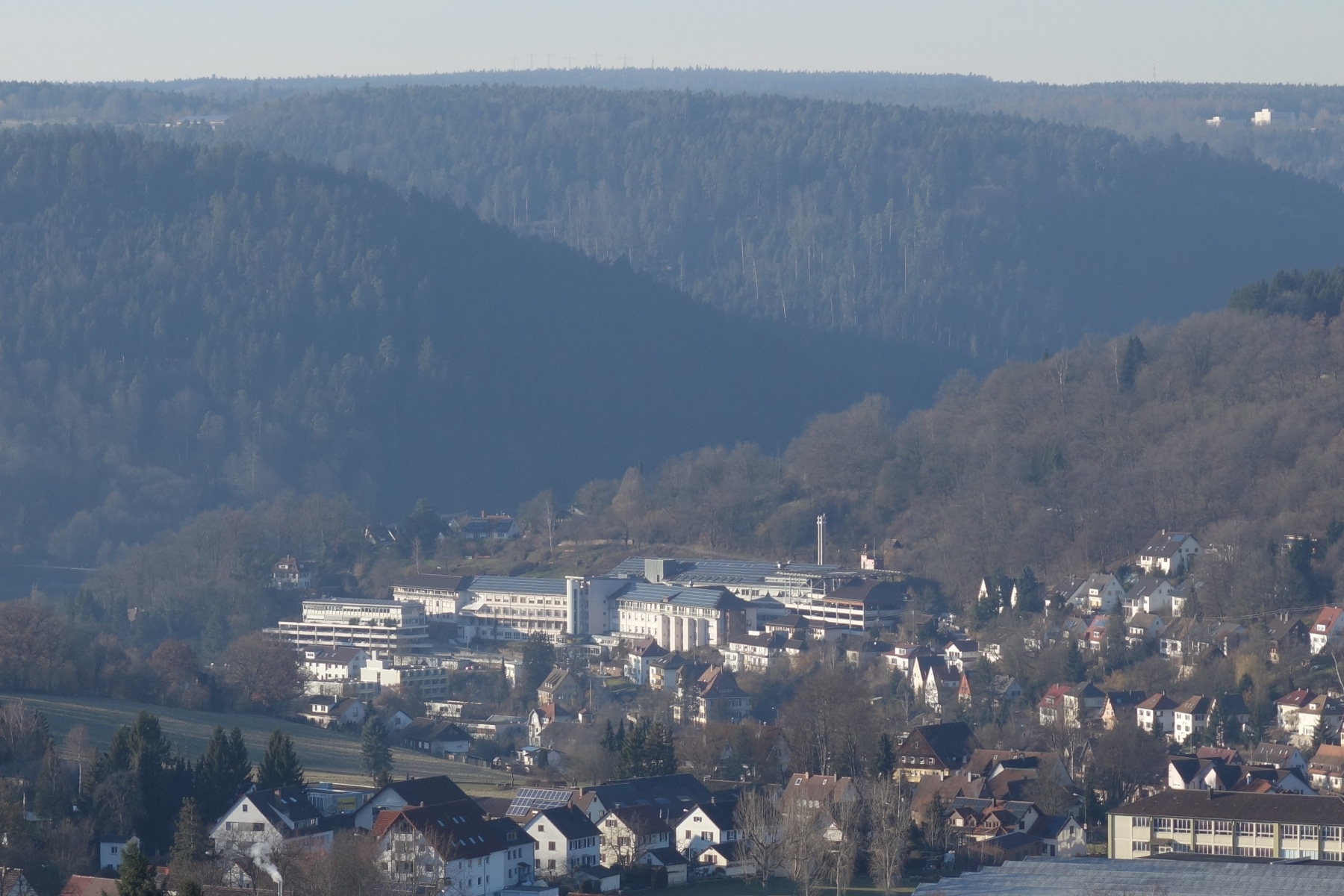
Im Mittelgrund in Halbhöhenlage die Gebäude des Kreiskrankenhauses Calw

#### Radverkehr
Durch den Landkreis Calw verlaufen die folgenden Alltagsrouten aus dem Radnetz Baden-Württemberg:
- Von Pforzheim kommend über Calw und Nagold Richtung Horb und Freudenstadt
- Von Pforzheim kommend nach Bad Wildbad
- Von Calw über Simmozheim Richtung Weil der Stadt und Leonberg
- Von Nagold Richtung Herrenberg.

Außerdem gibt es ein Radwegekonzept des Landkreises, zuletzt fortgeschrieben im Jahr 2018.
Durch den Landkreis verlaufen drei Landes-Radfernwege: 
- Der Heidelberg-Schwarzwald-Bodensee-Radweg führt von Heidelberg nach Radolfzell. Er führt von Pforzheim kommend durch Calw und Nagold und weiter in Richtung Horb.
- In Pforzheim beginnt der Schwarzwald-Panorama-Radweg, der über Bad Wildbad und Enzklösterle Richtung Besenfeld und Freudenstadt und weiter nach Waldshut-Tiengen führt.
- Der Naturpark-Radweg Schwarzwald Mitte/Nord führt rund um selbigen Naturpark und führt dabei im Landkreis Calw von Neuenbürg kommend über Bad Wildbad auf die Schwarzwaldhöhen und weiter Richtung Besenfeld und Freudenstadt.

Außerdem beginnt in Gompelscheuer bei Enzklösterle der Enztalradweg.

### Kreiseinrichtungen
Der Landkreis Calw ist Träger folgender kreiseigener Schulen:
- Kreisberufsschulzentrum Calw
  - Hermann-Gundert-Schule (Kaufmännische und Hauswirtschaftliche Schulen)
  - Johann-Georg-Doertenbach-Schule (Gewerbliche Schulen)
- Kreisberufsschulzentrum Nagold
  - Annemarie-Lindner-Schule (Hauswirtschaftliche Schulen)
  - Kaufmännische Schule
  - Rolf-Benz-Schule (Gewerbliche Schulen)
- Schulen für Kinder mit Behinderung
  - Karl-Georg-Haldenwang-Schule (Förderschwerpunkt geistige Entwicklung)
  - Schulkindergarten Krokuswiesen mit Förderschwerpunkt geistige und motorische Entwicklung in Sommenhardt und in der Außenstelle Nagold
- Schule für Kranke am Zentrum für Psychiatrie, Hirsau

Der Landkreis Calw ist auch Träger der beiden Kreiskrankenhäuser in Calw und Nagold, die sich mit dem Klinikum Sindelfingen-Böblingen, Krankenhaus Herrenberg, Leonberg, Sindelfingen und der Reha-Klinik Böblingen zu einem Verbund zusammengeschlossen haben, zusammen bilden sie den Klinikverbund Südwest.

## Gemeinden
(Einwohner am 31. Dezember 2024)
| Städte 1. Altensteig (10.798) 2. Bad Herrenalb (7694) 3. Bad Liebenzell (9301) 4. Bad Teinach-Zavelstein (3220) 5. Bad Wildbad (10.388) 6. Calw, Große Kreisstadt (25.001) 7. Haiterbach (5872) 8. Nagold, Große Kreisstadt (23.864) 9. Neubulach (5713) 10. Wildberg (9977) Vereinbarte Verwaltungsgemeinschaften bzw. Gemeindeverwaltungsverbände 1. Vereinbarte Verwaltungsgemeinschaft der Stadt Altensteig mit den Gemeinden Egenhausen und Simmersfeld 2. Gemeindeverwaltungsverband Althengstett mit Sitz in Althengstett; Mitgliedsgemeinden: Althengstett, Gechingen, Ostelsheim und Simmozheim 3. Vereinbarte Verwaltungsgemeinschaft der Stadt Bad Herrenalb mit der Gemeinde Dobel 4. Vereinbarte Verwaltungsgemeinschaft der Stadt Bad Liebenzell mit der Gemeinde Unterreichenbach 5. Vereinbarte Verwaltungsgemeinschaft der Stadt Bad Wildbad mit den Gemeinden Enzklösterle und Höfen an der Enz 6. Vereinbarte Verwaltungsgemeinschaft der Stadt Calw mit der Gemeinde Oberreichenbach 7. Vereinbarte Verwaltungsgemeinschaft der Stadt Nagold mit der Stadt Haiterbach und den Gemeinden Ebhausen und Rohrdorf 8. Gemeindeverwaltungsverband „Teinachtal“ mit Sitz in Bad Teinach-Zavelstein; Mitgliedsgemeinden: Städte Bad Teinach-Zavelstein und Neubulach sowie Gemeinde Neuweiler | Weitere Gemeinden 1. Althengstett (7886) 2. Dobel (2297) 3. Ebhausen (4890) 4. Egenhausen (2099) 5. Enzklösterle (1240) 6. Gechingen (3621) 7. Höfen an der Enz (1620) 8. Neuweiler (3133) 9. Oberreichenbach (3015) 10. Ostelsheim (2549) 11. Rohrdorf (1990) 12. Schömberg (7620) 13. Simmersfeld (2206) 14. Simmozheim (2848) 15. Unterreichenbach (2409) |  |

## Gemeinden vor der Kreisreform
Vor der Kreisreform am 1. Januar 1973 und der Gemeindereform gehörten zum (alten) Landkreis Calw seit 1938 insgesamt 104 Gemeinden, darunter zwölf Städte.
Am 7. März 1968 stellte der Landtag von Baden-Württemberg die Weichen für eine Gemeindereform. Mit dem Gesetz zur Stärkung der Verwaltungskraft kleinerer Gemeinden war es möglich, dass sich kleinere Gemeinden freiwillig zu größeren Gemeinden vereinigen konnten. Den Anfang im alten Landkreis Calw machten am 1. Januar 1971 mehrere Gemeinden, die sich mit ihren Nachbargemeinden vereinigten, darunter einige mit der Stadt Bad Liebenzell. In der Folgezeit reduzierte sich die Zahl der Gemeinden stetig. Auch veränderte sich das Kreisgebiet in drei Fällen. Am 1. September 1971 vereinigte sich die Gemeinde Dachtel mit der Gemeinde Aidlingen und kam dadurch zum Landkreis Böblingen. Am 30. März 1972 wurde die Gemeinde Niebelsbach mit anderen Gemeinden zur neuen Gemeinde Keltern vereinigt und kam dadurch zum Landkreis Pforzheim. Am 1. April 1972 wurde der zu Bernbach gehörende Anteil der Ortschaft Moosbronn nach Gaggenau umgegliedert und kam dadurch zum Landkreis Rastatt.
Die verbliebenen Gemeinden des alten Landkreises Calw gingen am 1. Januar 1973 im neuen Landkreis Calw auf, der flächenmäßig kleiner war als der alte. Der alte Landkreis Calw umfasste zuletzt eine Fläche von 882 km² und hatte bei der Volkszählung 1970 insgesamt 144.168 Einwohner.
In der Tabelle wird die Einwohnerentwicklung des alten Landkreises Calw bis 1970 angegeben. Alle Einwohnerzahlen sind Volkszählungsergebnisse.
| Datum              | Einwohner |
| ------------------ | --------- |
| 17. Mai 1939       | 88.845    |
| 13. September 1950 | 100.484   |

| Datum        | Einwohner |
| ------------ | --------- |
| 6. Juni 1961 | 117.745   |
| 27. Mai 1970 | 144.168   |

Die größte Gemeinde des alten Landkreises Calw war die Kreisstadt Calw. Die kleinste Gemeinde war Beuren.
In der Tabelle stehen die Gemeinden des alten Landkreises Calw vor der Gemeindereform.

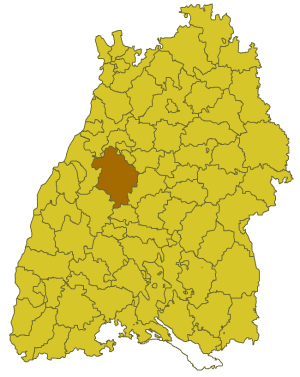
Landkreis Calw vor der Kreisreform

| frühere Gemeinde              | heutige Gemeinde       | heutiger Landkreis | Einwohner am 6. Juni 1961 |
| ----------------------------- | ---------------------- | ------------------ | ------------------------- |
| Agenbach                      | Neuweiler              | Calw               | 239                       |
| Aichelberg                    | Bad Wildbad            | Calw               | 396                       |
| Aichhalden                    | Simmersfeld            | Calw               | 255                       |
| Altbulach                     | Neubulach              | Calw               | 666                       |
| Altburg                       | Calw                   | Calw               | 1364                      |
| Altensteig, Stadt             | Altensteig             | Calw               | 4027                      |
| Altensteigdorf                | Altensteig             | Calw               | 210                       |
| Althengstett                  | Althengstett           | Calw               | 1706                      |
| Arnbach                       | Neuenbürg              | Enzkreis           | 919                       |
| Bad Liebenzell, Stadt         | Bad Liebenzell         | Calw               | 2492                      |
| Bad Teinach                   | Bad Teinach-Zavelstein | Calw               | 583                       |
| Beihingen                     | Haiterbach             | Calw               | 416                       |
| Beinberg                      | Bad Liebenzell         | Calw               | 274                       |
| Bernbach                      | Bad Herrenalb          | Calw               | 594                       |
| Berneck, Stadt                | Altensteig             | Calw               | 507                       |
| Beuren                        | Simmersfeld            | Calw               | 102                       |
| Bieselsberg                   | Schömberg              | Calw               | 490                       |
| Birkenfeld                    | Birkenfeld             | Enzkreis           | 5967                      |
| Breitenberg                   | Neuweiler              | Calw               | 481                       |
| Calmbach                      | Bad Wildbad            | Calw               | 4313                      |
| Calw, Stadt                   | Calw                   | Calw               | 9690                      |
| Conweiler                     | Straubenhardt          | Enzkreis           | 1347                      |
| Dachtel                       | Aidlingen              | Böblingen          | 376                       |
| Deckenpfronn                  | Deckenpfronn           | Böblingen          | 1224                      |
| Dennach                       | Neuenbürg              | Enzkreis           | 528                       |
| Dobel                         | Dobel                  | Calw               | 1172                      |
| Ebershardt                    | Ebhausen               | Calw               | 413                       |
| Ebhausen                      | Ebhausen               | Calw               | 1787                      |
| Effringen                     | Wildberg               | Calw               | 829                       |
| Egenhausen                    | Egenhausen             | Calw               | 1106                      |
| Emberg                        | Bad Teinach-Zavelstein | Calw               | 166                       |
| Emmingen                      | Nagold                 | Calw               | 800                       |
| Engelsbrand                   | Engelsbrand            | Enzkreis           | 951                       |
| Enzklösterle                  | Enzklösterle           | Calw               | 1049                      |
| Ettmannsweiler                | Simmersfeld            | Calw               | 275                       |
| Feldrennach                   | Straubenhardt          | Enzkreis           | 1521                      |
| Gaugenwald                    | Neuweiler              | Calw               | 150                       |
| Gechingen                     | Gechingen              | Calw               | 1226                      |
| Gräfenhausen                  | Birkenfeld             | Enzkreis           | 1700                      |
| Grunbach                      | Engelsbrand            | Enzkreis           | 721                       |
| Gültlingen                    | Wildberg               | Calw               | 905                       |
| Haiterbach, Stadt             | Haiterbach             | Calw               | 1907                      |
| Herrenalb, Stadt              | Bad Herrenalb          | Calw               | 2527                      |
| Hirsau                        | Calw                   | Calw               | 1826                      |
| Höfen an der Enz              | Höfen an der Enz       | Calw               | 1438                      |
| Holzbronn                     | Calw                   | Calw               | 395                       |
| Hornberg                      | Altensteig             | Calw               | 172                       |
| Igelsloch                     | Oberreichenbach        | Calw               | 263                       |
| Kapfenhardt                   | Unterreichenbach       | Calw               | 329                       |
| Langenbrand                   | Schömberg              | Calw               | 622                       |
| Liebelsberg                   | Neubulach              | Calw               | 538                       |
| Loffenau                      | Loffenau               | Rastatt            | 2038                      |
| Maisenbach                    | Bad Liebenzell         | Calw               | 417                       |
| Martinsmoos                   | Neubulach              | Calw               | 297                       |
| Mindersbach                   | Nagold                 | Calw               | 295                       |
| Monakam                       | Bad Liebenzell         | Calw               | 357                       |
| Möttlingen                    | Bad Liebenzell         | Calw               | 703                       |
| Nagold, Stadt                 | Nagold                 | Calw               | 8880                      |
| Neubulach, Stadt              | Neubulach              | Calw               | 875                       |
| Neuenbürg, Stadt              | Neuenbürg              | Enzkreis           | 3944                      |
| Neuhengstett                  | Althengstett           | Calw               | 587                       |
| Neusatz                       | Bad Herrenalb          | Calw               | 529                       |
| Neuweiler                     | Neuweiler              | Calw               | 645                       |
| Niebelsbach                   | Keltern                | Enzkreis           | 539                       |
| Oberhaugstett                 | Neubulach              | Calw               | 466                       |
| Oberkollbach                  | Oberreichenbach        | Calw               | 527                       |
| Oberkollwangen                | Neuweiler              | Calw               | 303                       |
| Oberlengenhardt               | Schömberg              | Calw               | 307                       |
| Oberreichenbach               | Oberreichenbach        | Calw               | 456                       |
| Oberschwandorf                | Haiterbach             | Calw               | 591                       |
| Ostelsheim                    | Ostelsheim             | Calw               | 974                       |
| Ottenbronn                    | Althengstett           | Calw               | 440                       |
| Ottenhausen                   | Straubenhardt          | Enzkreis           | 905                       |
| Pfrondorf                     | Nagold                 | Calw               | 282                       |
| Rohrdorf                      | Rohrdorf               | Calw               | 1012                      |
| Rötenbach                     | Bad Teinach-Zavelstein | Calw               | 243                       |
| Rotensol                      | Bad Herrenalb          | Calw               | 467                       |
| Rotfelden                     | Ebhausen               | Calw               | 636                       |
| Salmbach                      | Engelsbrand            | Enzkreis           | 346                       |
| Schmieh                       | Bad Teinach-Zavelstein | Calw               | 121                       |
| Schömberg                     | Schömberg              | Calw               | 2343                      |
| Schönbronn                    | Wildberg               | Calw               | 447                       |
| Schwann                       | Straubenhardt          | Enzkreis           | 1121                      |
| Schwarzenberg                 | Schömberg              | Calw               | 428                       |
| Simmersfeld                   | Simmersfeld            | Calw               | 635                       |
| Simmozheim                    | Simmozheim             | Calw               | 1221                      |
| Sommenhardt                   | Bad Teinach-Zavelstein | Calw               | 645                       |
| Spielberg                     | Altensteig             | Calw               | 723                       |
| Stammheim                     | Calw                   | Calw               | 2811                      |
| Sulz am Eck                   | Wildberg               | Calw               | 1081                      |
| Überberg                      | Altensteig             | Calw               | 422                       |
| Unterhaugstett                | Bad Liebenzell         | Calw               | 427                       |
| Unterlengenhardt              | Bad Liebenzell         | Calw               | 351                       |
| Unterreichenbach              | Unterreichenbach       | Calw               | 1448                      |
| Unterschwandorf               | Haiterbach             | Calw               | 140                       |
| Walddorf                      | Altensteig             | Calw               | 977                       |
| Waldrennach                   | Neuenbürg              | Enzkreis           | 546                       |
| Wart                          | Altensteig             | Calw               | 405                       |
| Wenden                        | Ebhausen               | Calw               | 166                       |
| Wildbad im Schwarzwald, Stadt | Bad Wildbad            | Calw               | 6313                      |
| Wildberg, Stadt               | Wildberg               | Calw               | 1794                      |
| Würzbach                      | Oberreichenbach        | Calw               | 500                       |
| Zavelstein, Stadt             | Bad Teinach-Zavelstein | Calw               | 382                       |
| Zwerenberg                    | Neuweiler              | Calw               | 283                       |

## Kfz-Kennzeichen
Am 1. Juli 1956 wurde dem Landkreis bei der Einführung der bis heute gültigen Kfz-Kennzeichen das Unterscheidungszeichen CW zugewiesen. Es wird durchgängig bis heute ausgegeben.